# Hauteville (Aisne)
Hauteville è un comune francese di 174 abitanti situato nel dipartimento dell'Aisne della regione dell'Alta Francia.

## Società

### Evoluzione demografica
Abitanti censiti